# Adam Whitehead
Adam James Whitehead (Nuneaton, Inglaterra, 28 de marzo de 1980) es un nadador retirado especializado en pruebas de estilo braza. Fue campeón de Europa en 200 metros braza durante el Campeonato Europeo de Natación en Piscina Corta de 1998.

## Palmarés internacional
| Campeonato Europeo de Natación en Piscina Corta | Campeonato Europeo de Natación en Piscina Corta | Campeonato Europeo de Natación en Piscina Corta | Campeonato Europeo de Natación en Piscina Corta |
| Año                                             | Lugar                                           | Medalla                                         | Prueba                                          |
| ----------------------------------------------- | ----------------------------------------------- | ----------------------------------------------- | ----------------------------------------------- |
| 1998                                            | Sheffield (Reino Unido)                         | Medalla de oro                                  | 200 m braza                                     |
| 1999                                            | Lisboa (Portugal)                               | Medalla de bronce                               | 200 m braza                                     |